# Rodney Durbach
Rodney Durbach (* 18. April 1972 in Potchefstroom) ist ein südafrikanischer Squashspieler.

## Karriere
Rodney Durbach begann seine professionelle Karriere in der Saison 1994 und gewann bislang sechs Titel auf der PSA World Tour, darunter die North American Open 2004. Seine höchste Platzierung in der Weltrangliste erreichte er mit Position 23 im September 2002. Bei den südafrikanischen Landesmeisterschaften gewann er 1999, 2003 und 2009 insgesamt drei Titel. Bei den Commonwealth Games 1998 errang er an der Seite von Natalie Grainger die Bronzemedaille im Mixed. Zwei weitere Medaillen gewann er bei den Afrikaspielen 2003, als er im Einzel die Bronze- und mit der Mannschaft die Silbermedaille erringen konnte. Mit der südafrikanischen Nationalmannschaft nahm er unter anderem 1999, 2001, 2003, 2005, 2009, 2011, 2013 und 2017 an Weltmeisterschaften teil. 2013 wurde er mit Südafrika Afrikameister im Mannschaftswettbewerb.

## Erfolge
- Afrikameister mit der Mannschaft: 2013
- Gewonnene PSA-Titel: 6
- Commonwealth Games: 1 × Bronze (Mixed 1998)
- Afrikaspiele: 1 × Silber (Mannschaft 2003), 1 × Bronze (Einzel 2003)
- Südafrikanischer Meister: 3 Titel (1999, 2003, 2009)